# Mîlostiv (Deadkovîci), Rivne
Mîlostiv (în ucraineană Милостів) este un sat în comuna Deadkovîci din raionul Rivne, regiunea Rivne, Ucraina.

## Demografie
Componența lingvistică a localității Mîlostiv
     Ucraineană (98,65%)
     Rusă (1,01%)
     Alte limbi (0,34%)
Conform recensământului din 2001, majoritatea populației localității Mîlostiv era vorbitoare de ucraineană (98,65%), existând în minoritate și vorbitori de rusă (1,01%).